# Красний Колядин
Кра́сний Коля́дин — село в Чернігівській області України, входить до складу Талалаївської селищної громади. За адміністративним поділом до липня 2020 року село входило в склад Талалаївського району, а після укрупнення районів входить до Прилуцького району. Розташоване на лівому березі річки Ромен, за 7 км від залізничної станції Рубанки. Населення — 1 039 осіб, площа — 0,334 км².

## Археологія
За версіями дослідників, на території Красного Колядину існувало городище Глібль — давньоруське місто в Чернігівській землі, згадане в Іпатіївському літописі під 1147 роком, коли на відміну від Всеволожу, Білої Вежі, Бахмачу, Уненежу витримало облогу військ великого князя київського Ізяслава Мстиславича. Найімовірніше, було знищене під час Батиєвої навали.

## Історія

### Козацькі часи
Село засновано на території Речі Посполитої у 1630-х роках. Фундаторами поселення стали стольники князя Яреми Вишневецького, які намагалися поширити вплив свого патрона на землі лівого берега Десни, що відносилися до королівщини. Село мало податкові пільги та привілей на ярмарок. Осадники Красного Колядина заснували село Голінку.
У визвольній війні українського народу 1648—1657 років козаки Красноколядинської сотні Прилуцького полку брали активну участь. Ще на початку війни укріплений замок князя Вишневецького був взятий і пізніше повністю занепав. Про цей замок наприкінці XIX століття були живі перекази. 90-річний дід, посилаючись на свого діда оповідав:

| «На цьому місці, котрий і тепер Замком зветься, стояли високі стіни, на стінах було, крий Боже, скільки гармат! Оцим замком володів лях». |
У 1654 році єрусалимський монах патріарх Макарій проїжджав через Красний Колядин і його племінник, що супроводжував патріарха, залишив наступний запис:
| ««Привезли нас у місто, зване Красним, з великими укріпленнями і цитаделлю, що висить на краю гори». |
На мапу французького інженера Боплана, яка датується серединою XVII століття, містечко нанесене під назвою «Красной». З 1649 року Красне становиться сотенним містечком Прилуцького полку. Першим сотником, що взяв безпосередню участь у визвольній війні був Тишко Гавриленко.
Зразок печатки Красного Колядина віднайдено на купчій 1730 року. Герб містечка на печатці мав такий вигляд: у бароковому картуші — серце, над яким — лицарський хрест. Навколо герба вміщено напис «П. М. К. К.». Призабуті кольори герба виглядали правдоподібно так: на червоному тлі — золоте серце, супроводжуване вгорі золотим хрестом. Герб обрамлено золотим бароковим картушем.
Хоча Красний Колядин мав статус сотенного містечка, канцелярія знаходилася в селі Рябухи. Дані ревізії 1764 року засвідчують, що кількість населення, яке проживало на території Красноколядинської сотні, становила: козаків виборних — 1 375 осіб, підпомічників — 133, дворян, різночинців і посполитих — 5 115, тож загальна кількість становила 6 623 особи. У стародавньому Колядині були три дерев'яні церкви, 257 дворів з передмістями і 351 хата. Вдовж річки Ромен вишикувалося чотири вітряки. Жителі містечка займалися, в основному, хліборобством і скотарством оскільки орної землі було в той час вдосталь. А от лісів будівельних і дров'яних було обмаль, тож мешканці опалювали свої оселі соломою і очеретом. У містечку кожного понеділка в першій половині дня проходили торги. На рік проводилось три ярмарки: перша — в день П'ятиденниці, друга — на Воздвиження, третя — на день Миколи Чудотворця. Всі три ярмарки тривали протягом трьох днів. Товар привозили з Прилук, Путівля, Борзни, Батурина та інших місць. З Гадяча і Ромнів доставляли донську рибу, сіль. На літніх торгах продавалося багато великої рогатої худоби. Людей на такі ярмарки ймовірно збиралося більше трьох тисяч.
В 1668 році Красноколядинським сотником став Іван Самойлович. Народився він у містечку Ходорків на Житомирщині. Він мав трьох братів: Василя, Мартина і Тимофія, які згодом стали священиками. Самійло Величко в своєму літописі писав:
| «Той Іван Самойлович був священицький син, а в той час тогобічної руїни й розору, коли багато тогобічних людей переходили для вигіднішого життя на цей бік Дніпра, то й він, Самойлович, зі своїм батьком — священиком, бувши небагатий, прийшов на цей бік Дніпра і почав жити в Красному Колядині, що достатньо знав козако-руське письмо, був розумним, красної вроди, схильний та прихильний до людей, то й був через те поставлений незабаром в час гетьманства Брюховецького в тому таки Красному Колядині сотенним писарем». |
Самойлович одружився з Марією Іванівною Голуб — дочкою заможного мешканця Красного Колядина з старовинного роду Голубів. Якийсь час був писарем у Веприку, а потім повернувся в Красний Колядин, але вже сотником. Пізніше був уже Чернігівським наказним полковником. 
| «… в липні місяці (1672 році), у таборі козацькому, між містами Путівлем і Конотопом, на місці званому Козацька Діброва, куди всі урядники і депутати зібрались…. обрано на Гетьмана Обозного Генерального Івана Самойловича». |
Конотопські статті про обрання Самойловича підписала козацька старшина, у тому числі і Красноколядинський сотник Павло Загурський.
У грудні 1708 разом з шведським королем Карлом XII гетьман Іван Мазепа пройшов Красний Колядин. Про це свідчать ряд документів, як, наприклад, у записах про допити старшин, які перейшли від Мазепи на сторону росіян, є такі свідчення:
| «… как швед с Мазепою были в Красному Колядыни». |
З листа А. І. Ушакова до Петра І 1708 року 30 листопада:
| «Всемилостивейший Государь, довожу Вашему Величеству о неприятеле по квартирам в Бубнах, у Медвежем, во Грыцеевке и в других деревнях и в местечке Красный Колядин». |
Імовірно, що Красний Колядин зазнав кари від московського царя, за те, що дав прихисток військам Мазепи, бо «Історія Русів» пише, що від Государя було послано війська руйнувати і нищити ті селища, де стояли король шведський з Мазепою.
У 1780 році у Красному Колядині мешкало 2014 осіб.
Село є на мапі 1787 року як Красноколядин.
У 1862 році у містечку казенному та володарському Красному Колядині було церква православна 1, ярмарок 4, базари, заводів вінокурених 3 та 274 двори де жило 1988 осіб (959 чоловічої та 1029 жиночої статі)

### Церковна історія
У польські часи Красний Колядин був одним із центрів відродження православної церкви. А в часи Гетьмана Іоанна Мазепи настоятелями усіх церков Красного Колядина були представники гетьманської родини Самойловичів. У селі певний час проживали брати Гетьмана — священики Василь, Мартин й Тимофій. Настоятелем однієї з церков був рідний батько Гетьмана Івана Самойловича — Самійло Самойлович, уродженець Волині.
Збереглися дані про існування трьох церков у XVIII столітті, але останній перепис православних священнослужителів на Гетьманщині засвідчив лише дві церкви: Святого Миколая та Різдва Богородиці Діви Марії. Зокрема, документ 1780 року засвідчив, що у містечку — центрі Красноколядинської сотні Прилуцького полку — постійно проживало 5 священиків та один диякон, а всього церковних служителів — 9 осіб: отець Діонісій Салогуб, отець Петро Салогуб, отець Григорій Нагорний, отець Іоанн Павлов, отець Максим Тихоненко, отець Матвій Тихоненко, диякон Григорій Нагорний, дячок Кіндрат Горянський, дячок Опанас Скороход, пономар Михайло Хрущ. Прямих нащадків роду Самойловичів у цьому списку немає, але традиція обирати на духовні посади вихідців із козацької старшини збереглася. Так, найбільшу парафію Красного Колядина довгий час посідали два представники сотенного роду Корнія Салогуба, між іншим, одного із тих воєначальників, які не зрадили Гетьмана Івана Мазепу 1708 року:
| Церкви Святителя Христова николая 1 священникъ Дїωнисїй Петровъ Сынъ Салогубъ Лђтъ „53„ вдовъ дђтей неимђетъ 2 Священникъ петръ стефановъ Сынъ Салогубъ лђтъ 32 женатъ Дђтей мужеска пола неjмђетъ 3 Дїаконъ Григорій Семеновъ Сынъ нагорній Лђтъ 42 Вдовъ Дђтей неимђетъ 4 дячокъ Кодратъ Игнатовъ Сынъ Горянскій Лђтъ 30 женатъ Дђтей неjмђетъ 5 Притойже церкви Безмђстній сщ҇енникъ Їванъ Павлов Лђт 45„ Дђтей неїмђет Пономаря прионой церкви неимђется Церкви Рождества Пресвятїя Бц҇ы 1 Священникъ Максимъ тихоновъ Сынъ Лђтъ 64 женатъ 2 Священникъ Матθей тихоновъ Сынъ Лђтъ 61„ женатъ 3 дячокъ Афанасій Васильевъ Сынъ Скороходъ Лђтъ 60 женатъ 4 Пономаръ михайло Даниловъ Сынъ Хрущъ Лђтъ 49 женатъ Дђтей мужеска пола неjмђетъ... |
У часи російсько-більшовицької окупації містечко пережило масовану атеїстичну пропаганду, при чому напередодні голодомору 1932—1933 року комуністична влада насильно зупинила богослужіння і зруйнувала обидві церкви. Після повторної комуністичної окупації Красного Колядина 1943 року рештки церков були розібрані на будівельний матеріал.
Після отримання Україною незалежності у 1991 році жодного храму не відновлено. У 2011 році, за ініціативою вихідців із села, почалося будівництво нового Свято-Миколаївського храму. Місце під церкву виділено не на старому місці, а поблизу цвинтаря. На осінь 2012 року зведено метровий фундамент.

### Радянська доба
Радянську владу встановлено у січні 1918 року. Комсомольську організацію створено в 1923 році, партійну — в 1934 році.
На фронтах німецько-радянської війни воювали 456 мешканців села, з них 109 нагороджені орденами і медалями СРСР. 345 чоловік загинули. Їм у 1965 році встановлено пам'ятник, а у 1975 році меморіал Слави. Також у селі є братська могила радянських воїнів, що у 1943 році загинули при відвоюванні села.
Станом на початок 1970-х років в селі було 627 дворів, мешкало 1 778 осіб. Розміщувалась садиба радгоспу «Красноколядинський», за яким було закріплено 4 554 га сільськогосподарських угідь, у тому числі 3 791 га орної землі. Господарство вирощувало насіння овочів, зернові й технічні культури; було розвинуте м'ясо-молочне тваринництво, працював цегельний завод.
У селі працювали середня школа, в якій навчалося 395 учнів і 28 учителів, клуб, бібліотека (18 тисяч примірників), лікарня на 25 ліжок і медамбулаторія, будинок культури на 500 місць, відділення зв'язку, аптека, ясла-садок.
Станом на 1988 рік в селі мешкало 1306 жителів. З 1991 року село у складі України.

### У складі України
З 1991 року село у складі України. У 1996 році в селі було 484 двори, мешкало 1 154 жителя.
До 2017 року було центром сільської ради.
22 червня 2023 року рішенням Національної комісії зі стандартів державної мови віднесено до списку населених пунктів, які можуть не відповідати лексичним нормам української мови, зокрема стосуватися російської імперської політики (російської колоніальної політики). Громаді рекомендовано обґрунтувати доцільність збереження поточної назви або запропонувати нову назву в установленому законодавством порядку.

## Люди
- Бабич Ігор Анатолійович (нар. 1937) — український співак (баритон). Заслужений артист УРСР.
- Бурда Михайло Іванович (нар. 1949) — український педагог-методист.
- Васильченко Олександр Петрович (1981—2023) — старший солдат збройних сил України, учасник російсько-української війни.
- Дорошенко Михайло Федорович (1917—1967) — заступник начальника розвідки Київського військового округу.
- Кунденко Володимир Іванович (1980—2014) — сержант Збройних сил України, учасник російсько-української війни.
- Макаренко Сергій Миколайович (1904—1979) — український живописець та графік.
- Тимошенко Павло Федорович (нар. 1939) — журналіст, художник. Член Спілки журналістів України. Почесний громадянин міста Бар.
- В селі жив і працював у молоді і останні роки життя український революціонер-народник Стефанович Яків Васильович (1854—1915). Тут він і похований у сільському парку.